# Hendrick Goudt
Hendrick Goudt (c. 1583 - 17 de diciembre de 1648) fue un pintor, grabador y dibujante holandés de paisajes y temas religiosos del Siglo de Oro neerlandés que estuvo fuertemente influenciado por Adam Elsheimer.

## Biografía
Goudt nació en La Haya como hijo ilegítimo de Arend Goudt y Anneken Cool. Sólo en 1604, cuando Hendrick tenía 20 años, sus padres se casaron y él se convirtió en el hijo legal de la pareja. La madre de Hendrick sufría varios trastornos mentales que también le afectarían a él en su vida posterior. Hendrick Goudt trabajó en varios estudios de La Haya, como los de Simon Frisius, Jacques van Gheyn el Viejo y Hendrick Goltzius. Es probable que la destreza de Goudt en la caligrafía -mostrada en las elaboradas inscripciones de sus grabados- la aprendiera de Jan van de Velde II. Su producción artística realizada antes de 1608 es prácticamente desconocida, aunque se sabe que realizó obras antes de esta fecha. En 1604 viajó a Roma y fue alumno y mecenas simultáneamente de Adam Elsheimer hasta la muerte de este en 1610. En 1611 habría regresado a Utrecht y se registró en el gremio de San Lucas de Utrecht como grabador. Realizó numerosos grabados de las obras de Adam Elsheimer, así como copias de cuadros del mismo artista. Sus representaciones de escenas nocturnas influyeron en la pintura de Rembrandt y en su estilo claroscuro. En los primeros años de 1620, Hendrick Goudt enfermó mentalmente y fue puesto bajo la tutela de su padre, en cuyo testamento de 1625 se afirma que Hendrick llevaba más de cuatro años de locura y que se había nombrado un patronato para que se ocupara de sus asuntos. Murió el 16 de diciembre de 1648 en Utrecht.